# ریکاردو کورتز
ریکاردو کورتز (انگلیسی: Ricardo Cortez؛ ‏ ۱۹ سپتامبر ۱۹۰۰ – ۲۸ آوریل ۱۹۷۷) یک هنرپیشه، و دلال اهل ایالات متحده آمریکا بود.

## گزیده فیلمشناسی
از فیلم‌ها یا برنامه‌های تلویزیونی که وی در آن نقش داشته‌است می‌توان به آثار زیر اشاره کرد.
- قو (فیلم ۱۹۲۵) (۱۹۲۵)
- مصائب شیطان (فیلم) (۱۹۲۶)
- بد کمپانی (فیلم ۱۹۳۱) (۱۹۳۱)
- کلاه، کت و دستکش (۱۹۳۴)
- پرنده آتشین (فیلم ۱۹۳۴) (۱۹۳۴)
- مردگان متحرک (فیلم ۱۹۳۶) (۱۹۳۶)
- گردن‌بند (فیلم ۱۹۴۶) (۱۹۴۶)
- رازی در مکزیک (۱۹۴۸)
- تلاش واپسین (۱۹۵۸)